# Edisons 1989
De Edisons 1989 werden op 18 april 1989 uitgereikt door Astrid Joosten en Jaap Jongbloed op kasteel Groeneveld in Baarn. Beide presentatoren waren destijds bekend van het TROS programma Jongbloed & Joosten.
Er was voor het eerst sinds 1983 geen tv-registratie van de uitreiking te zien. Bij de uitreiking waren alleen Nederlandse winnaars aanwezig.
Robert Long won zijn vierde en vijfde Edison met respectievelijk Tsjechov en Hartstocht. Hij was hiermee de vierde winnaar die in één jaar twee Edisons kreeg. De andere drie waren Neil Young in 1970, Margriet Eshuijs in 1982 en Wim de Bie in 1985.

## Winnaars
Internationaal
- Pop: Prince voor Lovesexy
- Pop (r&b/disco/dance): Womack & Womack voor Conscience
- Rock: Jeff Healey Band voor See The Light
- Hardrock/metal: Queensryche voor Operation: Mindcrime
- Vocaal: Barbra Streisand voor Till I Loved You
- Singer/songwriter: John Hiatt voor Slow Turning
- Singer/songwriter: Tracy Chapman voor Tracy Chapman
- Musical/film: Diverse uitvoerenden voor Bird
- Jazz: Sadao Watanabe voor Elis
- Instrumentaal: Bob James voor Ivory Coast
- Country: Nanci Griffith voor One Fair Summer Evening
- Extra: Eric Clapton voor Crossroads
- Extra: diverse uitvoerenden voor Folkways: A Vision Shared (A Tribute to Woody Guthrie and Leadbelly)

Nationaal
- Rock: Fatal Flowers voor Johnny D. is Back!
- Pop: Nits voor Hat
- Vocaal: Robert Long voor Hartstocht
- Cabaret/chanson: Robert Long e.a. voor Tsjechov
- Extra: Otto Vriezenberg (samensteller) voor We Blijven Lachen
- Instrumentaal: Louis van Dijk voor Musica di Gloria
- Jazz: Bernard Berkhout's Swingmates voor Fascination Rhythm
- Volksrepertoire: Corry Konings voor Voor Jou Alleen

1960 · 1961 · 1962 · 1963 · 1964 · 1965 · 1966 · 1967 · 1968 · 1969 · 1970 · 1971 · 1972 · 1973 · 1974 · 1975 · 1976 · 1977 · 1978 · 1979 · 1980 · 1981 · 1982 · 1983 · 1984 · 1985 · 1986 · 1987 · 1988 · 1989 · 1990 · 1991 · 1992 · 1993 · 1994 · 1995 · 1996 · 1997 · 1998 · 1999 · 2000 · 2001 · 2002 · 2003 · 2004 · 2005 · 2006 · 2007 · 2008 · 2009 · 2010 · 2011 · 2012 · 2013 · 2014 · 2015 · 2016 · 2017 · 2018 · 2019 · 2020 · 2021 · 2022 · 2023 · 2024